# Ranguevaux
Ranguevaux és un municipi francès, situat al departament del Mosel·la i a la regió del Gran Est. L'any 2007 tenia 792 habitants.

## Demografia

### Població
El 2007 la població de fet de Ranguevaux era de 792 persones. Hi havia 314 famílies, de les quals 76 eren unipersonals (40 homes vivint sols i 36 dones vivint soles), 101 parelles sense fills, 129 parelles amb fills i 8 famílies monoparentals amb fills.
La població ha evolucionat segons el següent gràfic:
Habitants censats

### Habitatges
El 2007 hi havia 338 habitatges, 316 eren l'habitatge principal de la família, 3 eren segones residències i 18 estaven desocupats. 314 eren cases i 24 eren apartaments. Dels 316 habitatges principals, 281 estaven ocupats pels seus propietaris, 26 estaven llogats i ocupats pels llogaters i 9 estaven cedits a títol gratuït; 8 tenien dues cambres, 29 en tenien tres, 75 en tenien quatre i 205 en tenien cinc o més. 232 habitatges disposaven pel capbaix d'una plaça de pàrquing. A 122 habitatges hi havia un automòbil i a 147 n'hi havia dos o més.

### Piràmide de població
La piràmide de població per edats i sexe el 2009 era:
| Homes | Edats   | Dones |
| ----- | ------- | ----- |
| 0     | 95 o +  | 0     |
| 0     | 90 a 94 | 0     |
| 4     | 85 a 89 | 12    |
| 8     | 80 a 84 | 12    |
| 12    | 75 a 79 | 16    |
| 24    | 70 a 74 | 12    |
| 20    | 65 a 69 | 48    |
| 20    | 60 a 64 | 20    |
| 8     | 55 a 59 | 16    |
| 52    | 50 a 54 | 20    |
| 32    | 45 a 49 | 44    |
| 40    | 40 a 44 | 44    |
| 28    | 35 a 39 | 36    |
| 24    | 30 a 34 | 4     |
| 28    | 25 a 29 | 28    |
| 12    | 20 a 24 | 4     |
| 28    | 15 a 19 | 36    |
| 24    | 10 a 14 | 40    |
| 24    | 5 a 9   | 20    |
| 8     | 0 a 4   | 0     |

## Economia
El 2007 la població en edat de treballar era de 518 persones, 372 eren actives i 146 eren inactives. De les 372 persones actives 336 estaven ocupades (183 homes i 153 dones) i 35 estaven aturades (15 homes i 20 dones). De les 146 persones inactives 46 estaven jubilades, 49 estaven estudiant i 51 estaven classificades com a «altres inactius».

### Ingressos
El 2009 a Ranguevaux hi havia 304 unitats fiscals que integraven 765 persones, la mediana anual d'ingressos fiscals per persona era de 18.251 €.

### Activitats econòmiques
Dels 15 establiments que hi havia el 2007, 1 era d'una empresa alimentària, 2 d'empreses de fabricació d'altres productes industrials, 5 d'empreses de construcció, 1 d'una empresa de transport, 1 d'una empresa d'hostatgeria i restauració, 1 d'una empresa financera, 1 d'una empresa immobiliària, 1 d'una empresa de serveis i 2 d'entitats de l'administració pública.
Dels 5 establiments de servei als particulars que hi havia el 2009, 1 era un paleta, 1 guixaire pintor, 1 fusteria, 1 empresa de construcció i 1 agència immobiliària.
L'únic establiment comercial que hi havia el 2009 era una fleca.

## Equipaments sanitaris i escolars
El 2009 hi havia 1 escola maternal i 1 escola elemental.

## Poblacions més properes
El següent diagrama mostra les poblacions més properes.